# Walter Komossa
Walter Komossa (ur. 28 kwietnia 1913 w Herne, zm. 9 października 1987 w Recklinghausen) – niemiecki inżynier i kierowca wyścigowy, współzałożyciel marki Scampolo.

## Biografia
Przed II wojną światową wraz z przyjacielem Walterem Arnoldem rozwijał trzykołowy samochód napędzany silnikiem motocyklowym. W 1948 roku rozpoczął wraz z Arnoldem budowę pojazdów Scampolo. Pierwszy samochód, Scampolo 600, był napędzany dwucylindrowym silnikiem DKW o pojemności 600 cm³, umieszczonym za kierowcą. Był to udany model, dzięki któremu Komossa w 1948 roku wygrał pięć wyścigów Formuły 3 w klasie Kleinstrennwagen i został mistrzem Niemiec. W trakcie sezonu Komossa i Arnold zbudowali model 500, napędzany silnikiem 500 cm³, zgodnym z międzynarodowymi przepisami Formuły 3. W 1949 roku Komossa rywalizował modelem 501, wyposażonym w silnik DKW ze sprężarką Rootsa, wygrywając cztery wyścigi i broniąc tytułu.
Od 1950 roku przepisy Niemieckiej Formuły 3 ograniczały pojemność silników do 500 cm³. Komossa rywalizował w mistrzostwach samochodem Scampolo 502, który był wyposażony w silnik BMW sprzężony ze skrzynią biegów Volkswagen. W przeciągu całego roku Komossa wygrał pięciokrotnie, jednak mistrzostwo Formuły 3 zdobył wówczas Toni Kreuzer. W roku 1951 Komossa wygrał wyścig Donauringrennen, a na koniec sezonu zdobył tytuł. W tym samym roku sprzedał model 502 Hellmutowi Deutzowi, którym ten zdobył tytuł w sezonie 1952. Z kolei słabe zdrowie nie pozwoliło Komossie na uczestnictwo w pełnym sezonie. Rok później Komossa i Arnold wybudowali dwumiejscowy samochód z silnikiem 750 cm³, który został wystawiony do wyścigu 1000 km Nürburgringu. Załoga zajęła w tych silnie obsadzonych zawodach (wielu kierowców Formuły 1) 23 miejsce. Partnerzy planowali wyprodukować serię małych, niedrogich samochodów sportowych, ale zamiary te nie zostały zrealizowane. Zimą 1953 roku Komossa miał poważny wypadek podczas testów i porzucił wyścigi.

## Wyniki
| Legenda oznaczeń w tabelach wyników Wyświetl szablon na nowej stronie | Legenda oznaczeń w tabelach wyników Wyświetl szablon na nowej stronie                                                                     |
| Oznaczenie                                                            | Wyjaśnienie |
| --------------------------------------------------------------------- | --- |
| Złoty                                                                 | Zwycięzca lub mistrzostwo |
| Srebrny                                                               | 2. miejsce lub wicemistrzostwo |
| Brązowy                                                               | 3. miejsce lub II wicemistrzostwo |
| Zielony                                                               | Ukończył, punktował (w klasyfikacji generalnej, gdy zdobył co najmniej jeden punkt na przestrzeni sezonu, poza trzema powyższymi opcjami) |
| Niebieski                                                             | Ukończył, nie punktował (w klasyfikacji generalnej, gdy nie zdobył co najmniej jednego punktu na przestrzeni sezonu)                      |
| Czerwony                                                              | Nie zakwalifikował się (NZ) |
| Czerwony                                                              | Nie prekwalifikował się (NPK) |
| Różowy                                                                | Nie ukończył (NU) |
| Różowy                                                                | Niesklasyfikowany (NS) (w klasyfikacji generalnej, gdy nie został sklasyfikowany w żadnym wyścigu sezonu)                                 |
| Czarny                                                                | Zdyskwalifikowany (DK) |
| Czarny                                                                | Wykluczony (WYK/EX) |
| Biały                                                                 | Nie wystartował (NW) |
| Biały                                                                 | Kontuzjowany (K/INJ) |
| Biały                                                                 | Wyścig odwołany (OD/C) |
| Bez koloru                                                            | Został wycofany (WYC/WD) |
| Bez koloru                                                            | Nie przybył (NP/DNA) |
| Bez koloru                                                            | Nie brał udziału w treningach (NT/DNP) |
| Bez koloru                                                            | Nie został zgłoszony (–) |
| Pogrubienie                                                           | Start z pole position |
| Kursywa                                                               | Najszybsze okrążenie wyścigu |
| †                                                                     | Nie ukończył, ale jego rezultat został zaliczony ze względu na przejechanie więcej niż 90% dystansu wyścigu.                              |
| *                                                                     | Sezon w trakcie |
| 1/2/3                                                                 | Punktowana pozycja w sprincie kwalifikacyjnym                                                                                             |
| Lista systemów punktacji Formuły 1                                    | |

### Niemiecka Formuła 3
| Rok  | Zespół         | Samochód     | Silnik | Wyniki w poszczególnych eliminacjach | Wyniki w poszczególnych eliminacjach | Wyniki w poszczególnych eliminacjach | Wyniki w poszczególnych eliminacjach | Wyniki w poszczególnych eliminacjach | Pkt. | Msc. |
| ---- | -------------- | ------------ | ------ | ------------------------------------ | ------------------------------------ | ------------------------------------ | ------------------------------------ | ------------------------------------ | ---- | ---- |
| 1950 |                |              |        |                                      |                                      |                                      |                                      |                                      | 7    | 4    |
| 1950 | Walter Komossa | Scampolo 501 | DKW    | 1                                    | -                                    | -                                    | 7                                    |                                      | 7    | 4    |
| 1950 | Walter Komossa | Scampolo 502 | BMW    | -                                    | 6                                    | NU                                   | -                                    |                                      | 7    | 4    |
| 1951 |                |              |        |                                      |                                      |                                      |                                      |                                      | 20   | 1    |
| 1951 | Walter Komossa | Scampolo 502 | BMW    | 7                                    | NU                                   | 1                                    | 4                                    | 5                                    | 20   | 1    |
| 1952 |                |              |        |                                      |                                      |                                      |                                      |                                      | 7    | 4    |
| 1952 | Walter Komossa | Scampolo 502 | BMW    | 1                                    | 12                                   | -                                    | -                                    |                                      | 7    | 4    |

### Wschodnioniemiecka Formuła 3
| Rok  | Zespół         | Samochód     | Silnik | Wyniki w poszczególnych eliminacjach | Wyniki w poszczególnych eliminacjach | Wyniki w poszczególnych eliminacjach | Wyniki w poszczególnych eliminacjach | Wyniki w poszczególnych eliminacjach | Pkt. | Msc. |
| ---- | -------------- | ------------ | ------ | ------------------------------------ | ------------------------------------ | ------------------------------------ | ------------------------------------ | ------------------------------------ | ---- | ---- |
| 1950 |                |              |        |                                      |                                      |                                      |                                      |                                      | 0    | NS   |
| 1950 | Walter Komossa | Scampolo 501 | DKW    | -                                    | -                                    | -                                    | NU                                   | -                                    | 0    | NS   |
| 1951 |                |              |        |                                      |                                      |                                      |                                      |                                      | 0    | NS   |
| 1951 | Walter Komossa | Scampolo 502 | BMW    | -                                    | -                                    | -                                    | NU                                   |                                      | 0    | NS   |